# Орли (Підкарпатське воєводство)
Орли (пол. Orły) — село на Закерзонні в Польщі, у гміні Орли Перемишльського повіту Підкарпатського воєводства.
Населення — 1193 особи (2011).

## Розташування
Село розташоване за 10 км на північ від Перемишля та 60 км на схід від Ряшева.

## Історія
1 жовтня 1927 р. з частин територій сільських громад (гмін) Дрогоїв, Гнатковичі й Малковичі утворено сільську гміну Орли
У 1934-1939 рр. село належало до ґміни Оріхівці Перемишльського повіту Львівського воєводства. У 1939 році в селі проживало 420 мешканців, з них 100 українців і 320 поляків. Греко-католики належали до парафії Дрогоїв Радимнянського деканату Перемишльської єпархії.
В липні 1944 року радянські війська оволоділи селом і незабаром оголосили про передачу території Польщі. Українців у 1945 р. добровільно-примусово виселяли в СРСР. Решту українців у 1947 р. під етнічну чистку під час проведення Операції «Вісла» було виселено на понімецькі землі у західній та північній частині польської держави.
У 1975-1998 роках село належало до Перемишльського воєводства.

## Демографія
Демографічна структура станом на 31 березня 2011 року:
|          | Загалом | Допрацездатний вік | Працездатний вік | Постпрацездатний вік |
| -------- | ------- | ------------------ | ---------------- | -------------------- |
| Чоловіки | 590     | 140                | 408              | 42                   |
| Жінки    | 603     | 129                | 381              | 93                   |
| Разом    | 1193    | 269                | 789              | 135                  |